# الكأس الأفروآسيوية للأندية
الكأس الأفروآسيوية للأندية، هي بطولة سابقة كانت تلعب بين بطلي الكأس الأفريقية للأندية البطلة وبطولة الأندية الآسيوية، أقيمت بنظام الذهاب والإياب (ما عدا أول بطولتان حيث لعبت بنظام المباراة الواحدة)، يعد نادي الزمالك النادي الأكثر تتويجًا بالبطولة، حيث توج بلقبها مرتان عامي 1987 و1997، توقفت البطولة الآفروآسيوية للأندية بعد إقرار بطولة كأس العالم للأندية من قبل الاتحاد الدولي لكرة القدم.

## قائمة النهائيات
| المفتاح | المفتاح                        |
| ------- | ------------------------------ |
|         | فوز بقانون الأهداف خارج الديار |
|         | لم تقم المباراة                |

| نظام المباراة الواحدة (1986–1987)  | نظام المباراة الواحدة (1986–1987)             | نظام المباراة الواحدة (1986–1987)             | نظام المباراة الواحدة (1986–1987)             | نظام المباراة الواحدة (1986–1987)             | نظام المباراة الواحدة (1986–1987)             |                                               |
| السنة                              | البطل                                         | الوصيف                                        | نتيجة المباراة                                | نتيجة المباراة                                | البلد المضيف                                  |                                               |
| ---------------------------------- | --------------------------------------------- | --------------------------------------------- | --------------------------------------------- | --------------------------------------------- | --------------------------------------------- | --------------------------------------------- |
| 1986                               | بوسان آيبارك                                  | الجيش الملكي                                  | 2–0                                           | 2–0                                           | السعودية                                      |                                               |
| 1987                               | الزمالك                                       | فوركاوا ألكتريك                               | 2–0                                           | 2–0                                           | مصر                                           |                                               |
| نظام الذهاب والإياب من (1988–1998) |                                               |                                               |                                               |                                               |                                               |                                               |
| السنة                              | البطل                                         | الوصيف                                        | نتيجة الذهاب                                  | نتيجة الإياب                                  | البلد المضيف                                  |                                               |
| 1988                               | الأهلي                                        | طوكيو فيردي                                   | 3–1                                           | 1–0                                           | اليابان، مصر                                  |                                               |
| 1989                               | وفاق سطيف                                     | السد                                          | 2–0                                           | 3–1                                           | الجزائر، قطر                                  |                                               |
| 1990                               | ( لم تلعب ) بين الرجاء الرياضي و لياونينغ     | ( لم تلعب ) بين الرجاء الرياضي و لياونينغ     | ( لم تلعب ) بين الرجاء الرياضي و لياونينغ     | ( لم تلعب ) بين الرجاء الرياضي و لياونينغ     | ( لم تلعب ) بين الرجاء الرياضي و لياونينغ     | ( لم تلعب ) بين الرجاء الرياضي و لياونينغ     |
| 1991                               | ( لم تلعب ) بين شبيبة القبائل و استقلال طهران | ( لم تلعب ) بين شبيبة القبائل و استقلال طهران | ( لم تلعب ) بين شبيبة القبائل و استقلال طهران | ( لم تلعب ) بين شبيبة القبائل و استقلال طهران | ( لم تلعب ) بين شبيبة القبائل و استقلال طهران | ( لم تلعب ) بين شبيبة القبائل و استقلال طهران |
| 1992                               | النادي الإفريقي                               | الهلال                                        | 2–2                                           | 2–0                                           | السعودية، تونس                                |                                               |
| 1993                               | الوداد الرياضي                                | باس طهران                                     | 2–0                                           | 0–0                                           | إيران، المغرب                                 |                                               |
| 1994                               | تاي فارمرز بانك                               | الزمالك                                       | 1–2                                           | 1–0                                           | مصر، تايلاند                                  |                                               |
| 1995                               | الترجي الرياضي                                | تاي فارمرز بانك                               | 1–1                                           | 3–0                                           | تايلاند، تونس                                 |                                               |
| 1996                               | إلهوا شنما                                    | أورلاندو بيراتس                               | 0–0                                           | 5–0                                           | جنوب أفريقيا، كوريا الجنوبية                  |                                               |
| 1997                               | الزمالك                                       | بوهانغ ستيلرز                                 | 1–2                                           | 1–0                                           | كوريا الجنوبية، مصر                           |                                               |
| 1998                               | الرجاء الرياضي                                | بوهانغ ستيلرز                                 | 2–2                                           | 1–0                                           | كوريا الجنوبية، المغرب                        |                                               |

## ترتيب الأندية حسب الألقاب
يوضح الجدول التالي ترتيب الأندية من حيث تحقيق لقب الكأس الأفروآسيوية للأندية:
| الفريق          | عدد مرات الفوز | عدد مرات الوصافة | سنوات الفوز | سنوات الوصافة |
| --------------- | -------------- | ---------------- | ----------- | ------------- |
| الزمالك         | 2              | 1                | 1987، 1997  | 1994          |
| تاي فارمرز بانك | 1              | 1                | 1994        | 1995          |
| بوسان آيبارك    | 1              | 0                | 1986        | –             |
| الأهلي          | 1              | 0                | 1988        | –             |
| وفاق سطيف       | 1              | 0                | 1989        | –             |
| النادي الإفريقي | 1              | 0                | 1992        | –             |
| الوداد الرياضي  | 1              | 0                | 1993        | –             |
| الترجي الرياضي  | 1              | 0                | 1995        | –             |
| إلهوا شنما      | 1              | 0                | 1996        | –             |
| الرجاء الرياضي  | 1              | 0                | 1998        | –             |
| بوهانغ ستيلرز   | 0              | 2                | –           | 1997، 1998    |
| الجيش الملكي    | 0              | 1                | –           | 1986          |
| فوركاوا ألكتريك | 0              | 1                | –           | 1987          |
| طوكيو فيردي     | 0              | 1                | –           | 1988          |
| السد            | 0              | 1                | –           | 1989          |
| الهلال          | 0              | 1                | –           | 1992          |
| باس طهران       | 0              | 1                | –           | 1993          |
| أورلاندو بيراتس | 0              | 1                | –           | 1996          |

## ترتيب الدول حسب الألقاب
يوضح الجدول التالي ترتيب الدول التي حققت أنديتها الكأس الأفروآسيوية:
| الدولة         | البطولة | الوصافة | الأندية الفائزة                         |
| -------------- | ------- | ------- | --------------------------------------- |
| مصر            | 3       | 1       | نادي الزمالك (2)، النادي الأهلي (1)     |
| كوريا الجنوبية | 2       | 2       | بوسان آيبارك (1)، إلهوا شنما (1)        |
| المغرب         | 2       | 1       | الوداد الرياضي (1)، الرجاء (1)          |
| تونس           | 2       | 0       | النادي الإفريقي (1)، الترجي الرياضي (1) |
| تايلاند        | 1       | 1       | تاي فارمرز بانك (1)                     |
| الجزائر        | 1       | 0       | وفاق سطيف (1)                           |
| اليابان        | 0       | 2       | –                                       |
| السعودية       | 0       | 1       | –                                       |
| إيران          | 0       | 1       | –                                       |
| قطر            | 0       | 1       | –                                       |
| جنوب إفريقيا   | 0       | 1       | –                                       |

## ترتيب القارات حسب الألقاب
| # | القارة                                              | البطل | الوصيف |
| - | --------------------------------------------------- | ----- | ------ |
| 1 | الكأس الأفريقية للأندية البطلة / دوري أبطال إفريقيا | 8     | 3      |
| 2 | بطولة الأندية الآسيوية                              | 3     | 8      |

## وصلات خارجية
الكأس الأفروآسيوية للأندية - موقع كورة